# Finlandia en los Juegos Paralímpicos de Sídney 2000
Finlandia estuvo representada en los Juegos Paralímpicos de Sídney 2000 por un total de 49 deportistas, 38 hombres y 11 mujeres.

## Medallistas
El equipo paralímpico finlandés obtuvo las siguientes medallas:
| Nombre | Deporte          | Evento                                      |
| --- | ---------------- | ------------------------------------------- |
| Oro |                  |                                             |
| Tiina Ala-Aho | Atletismo        | Peso F33-34 femenino                        |
| Plata |                  |                                             |
| Mikael Saleva | Atletismo        | Jabalina F55 masculino                      |
| Matti Launonen | Tenis de mesa    | Individual 1 masculino                      |
| Erkki Pekkala | Tiro             | Rifle de aire en posición tendida SH1 mixto |
| Bronce |                  |                                             |
| Rauno Saunavaara | Atletismo        | Jabalina F54 masculino                      |
| Marita Tevali | Hípica           | Doma individual estilo libre grado IV mixto |
| Eeva-Riitta Fingerroos | Natación         | 100 m libre S11 femenino                    |
| Pekka Kantola | Natación         | 50 m espalda S2 masculino                   |
| Kimmo Jokinen | Tenis de mesa    | Individual 8 masculino                      |
| Keijo Hänninen Jari Heino Petri Kapiainen Jukka Laine Lauri Melanen Matti Pulli Allan Pynnönen Sami Tervo Veli-Matti Tuominen Olavi Venäläinen Aulis Vistbacka | Voleibol sentado | Torneo masculino                            |